# Шевченко, Константин Викторович
Константи́н Ви́кторович Шевче́нко (укр. Костянтин Вікторович Шевченко; род. 12 апреля 1979, Днепропетровск) — украинский футболист, вратарь.

## Биография
В 1997 году выступал в любительском чемпионате Украины за «Колос-Текстильщик» из города Дунаевцы.
Зимой 1998 года перешёл в «Калуш», в составе команды провёл погода и сыграл в 14 матчах во Второй лиге Украины.
С 1999 года по 2001 год выступал за благовещенскую «Амур-Энергию» во Втором дивизионе России. Всего за команду сыграл в 42 матчах, в которых пропустил 43 гола.
В 2003 году выступал за «Батыс» из Уральска в чемпионате Казахстана.
В 2004 году выступал за хмельницкое «Подолье» и провёл 6 матчей в Первой лиге Украины. Затем выступал за «Николаев», в котором также провёл 6 матчей.
Летом 2005 года перешёл в «Александрия». В команде был запасным вратарём. Всего за клуб в чемпионате он провёл 29 матчей, пропустил 34 мяча, в Кубке Украины провёл 2 матча.
В начале 2009 года перешёл в «Феникс-Ильичёвец» из Калинино.
3 мая 2009 года в домашнем матче против бурштынского «Энергетика» (3:2), Шевченко на 47 минуте выполняя удар от ворот смог забить гол в ворота Сергея Карпова. Во второй половине сезона Шевченко выступил удачно, в 6 матчах из 12 отстояв на ноль. Всего в составе команды в Первой лиге провёл 24 матча, в которых пропустил 34 мяча и забил 1 гол, в Кубке провёл 1 игру.
После выступал в любительском чемпионате за «Электрометаллург-НЗФ». Затем за другие любительский клубы — «Факел» из Петриковки, «Форос» и никопольский «Колос».